# Hypergéante jaune

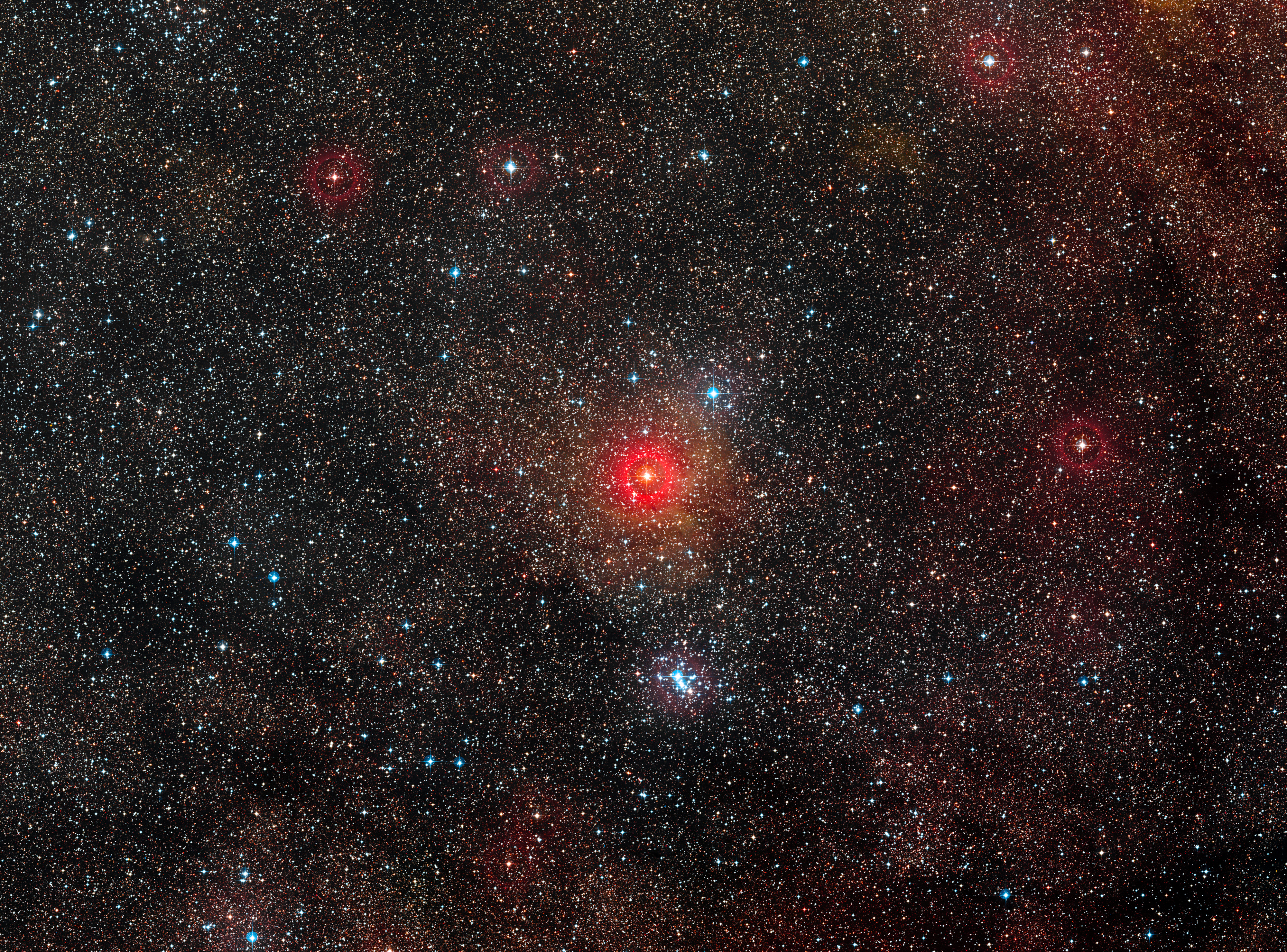
HR 5171, la plus grande étoile jaune connue de l'univers observable.

Une hypergéante jaune est une étoile massive à l'atmosphère étendue et de classe spectrale variant de la fin de la classe A jusqu'au début de la classe K sur le diagramme Hertzsprung-Russell (HR). Sa masse initiale équivaut à 20 à 50 masses solaires, mais à ce stade, elle a pu perdre jusqu'à la moitié de cette masse. Jusqu'ici, seule une poignée d'entre elles sont répertoriées dans notre galaxie.
Parfois appelées hypergéantes froides en comparaison avec les étoiles faisant partie des classes O et B, et parfois hypergéantes tièdes en comparaison avec les supergéantes rouges,, les hypergéantes jaunes comptent parmi les étoiles les plus lumineuses jamais observées, avec une magnitude absolue (MV) se situant aux environs de -9. Elles sont aussi parmi les étoiles les plus volumineuses et les plus rares.

## Évolution

Répartition des types d'étoiles sur le diagramme de Hertzsprung-Russell. Les hypergéantes jaunes sont situées en haut au centre.

Les hypergéantes jaunes occupent une région du diagramme H-R située au-dessus de la bande d'instabilité, une région où relativement peu d'étoiles se retrouvent. Cette zone est délimitée sur l'échelle des hautes températures par le « vide évolutif jaune » (Yellow Evolutionary Void), un endroit où les étoiles de cette luminosité deviennent extrêmement instables et connaissent une importante perte de masse.
Contrairement aux supergéantes jaunes, qui évolueraient vers les supergéantes rouges, la majorité des hypergéantes jaunes seraient des post-supergéantes rouges en évolution vers le bleu, bien que certaines d'entre elles ne semblent pas entrer dans ce cadre.
Les hypergéantes jaunes sont dynamiquement instables. Ayant une luminosité à peu près constante, leur classe spectrale et leur température varient entre une limite supérieure située à environ 8 000 kelvins (K), ce qui correspond à la limite inférieure pour les éruptions des variables lumineuses bleues (LBV), et une limite inférieure située aux environs de 4 000 K. Cependant, certaines hypergéantes jaunes, telles Rho Cassiopeiae, présentent des variations lentes, irrégulières et de faible amplitude visuelle et, occasionnellement, une augmentation ou une diminution significative de luminosité.
Ces étoiles sont rares parce qu'elles passent seulement quelques milliers d'années de leur vie dans la phase instable du « vide jaune », ce qui ne représente qu'un court moment de leur évolution stellaire. Cependant, même en tenant compte de cela, il est difficile d'expliquer le petit nombre d'hypergéantes jaunes observées comparativement aux supergéantes rouges de luminosité comparable. Les supergéantes rouges les plus lumineuses peuvent exécuter des multiples « boucles bleues », perdant beaucoup de leur atmosphère, mais sans pour autant atteindre le stade de supergéante bleue. À l'inverse, les hypergéantes jaunes pourraient être des étoiles plus chaudes masquées par une pseudo-photosphère froide (cf. #Structure).
Certaines hypergéantes jaunes pourraient devenir des LBV de faibles masse et luminosité, puis des étoiles Wolf-Rayet par la suite. La plupart des hypergéantes jaunes termineraient leur vie en supernova. De récentes observations de supernova par production de paires telles SN 2006gy ont soulevé la question de la possibilité qu'une hypergéante jaune explose directement en supernova. Certaines observations laissent croire que des supergéantes jaunes auraient explosé en supernova, mais aucune d'elles n'était une hypergéante,.

## Structure

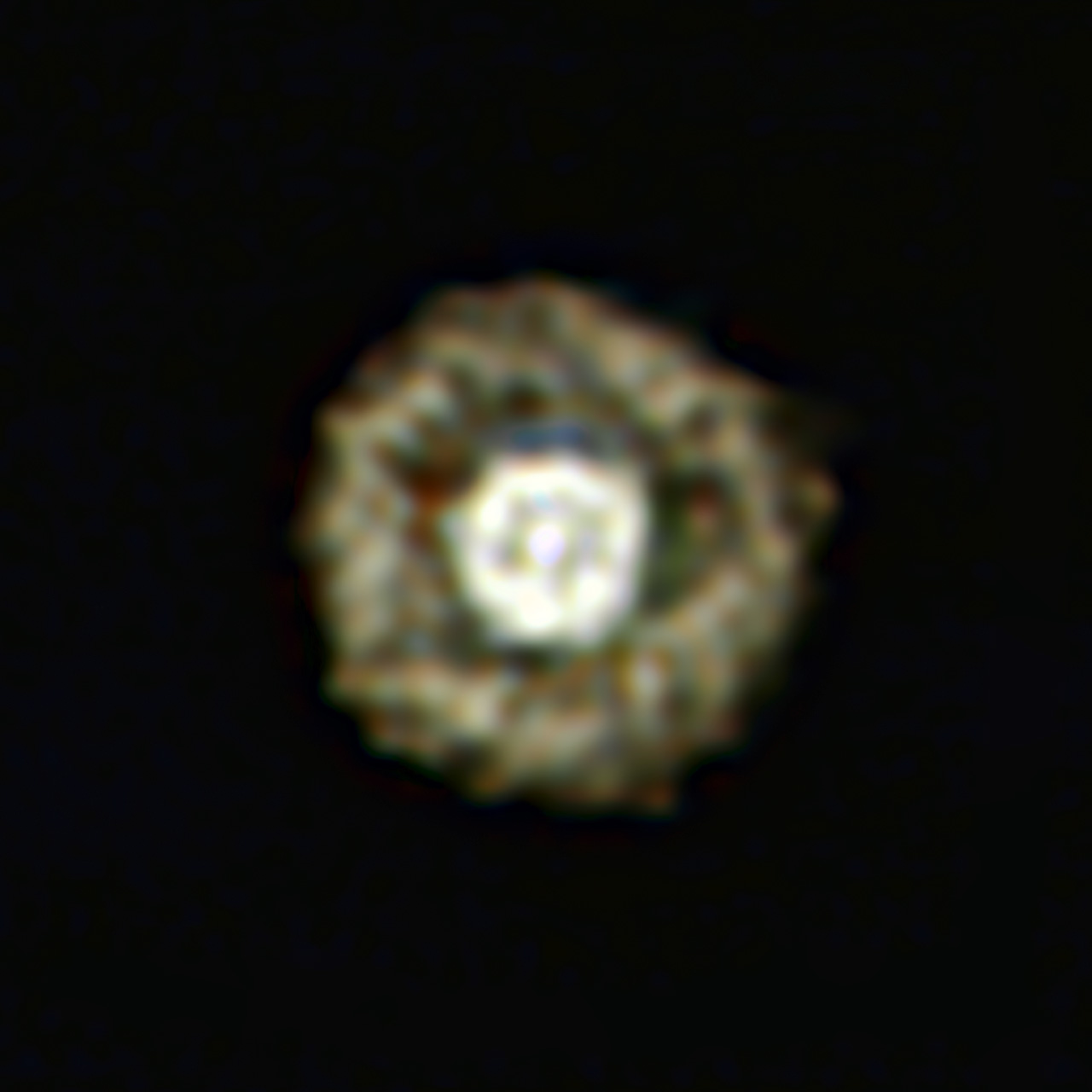
IRAS 17163-3907 est une hypergéante jaune qui montre clairement la matière expulsée qui entoure probablement toutes les hypergéantes jaunes.

Selon les modèles actuels, contrairement à une étoile de type solaire, qui possède un noyau radiatif entouré d'une zone de convection, une hypergéante jaune possèderait un noyau convectif entouré par une zone radiative. En raison de leur luminosité extrême et de leur structure interne, les hypergéantes jaunes perdent énormément de masse et sont généralement entourées par des enveloppes de matière expulsée, telle IRAS 17163-3907, qui a expulsé plusieurs masses solaires de matière en seulement quelques centaines d'années.
L'hypergéante jaune pourrait être une phase d'évolution stellaire où les supergéantes rouges les plus lumineuses se déplacent vers le bleu. Cependant, elles pourraient également être un type de LBV en éruption ayant des vents si denses qu'ils forment une pseudo-photosphère, donnant l'impression que l'on observe une étoile plus volumineuse et froide que la supergéante bleue sous-jacente, en grande partie inchangée.

## Hypergéantes connues
| Étoile | Lieu                       |
| --- | -------------------------- |
| Rho Cassiopeiae V509 Cassiopeiae IRC+10420 IRAS 18357-0604 V766 Centauri HD 179821 IRAS 17163-3907 V382 Carinae | Voie lactée                |
| W4 W8a W12a W16a W32 W265                                                                                       | Westerlund 1 (Voie lactée) |
| HD 7583 | Petit Nuage de Magellan    |
| HD 33579 (en) HD 269723 HD 269953 HD 268757                                                                     | Grand Nuage de Magellan    |
| Variable A B324                                                                                                 | Galaxie du Triangle        |